# Shady Grove
Shady Grove är ett musikalbum av Quicksilver Messenger Service som lanserades i december 1969 på Capitol Records. Inför detta albumet blev Nicky Hopkins medlem i gruppen, vilket färgat av sig på dess ljudbild. Det var också det sista albumet med David Freiberg som huvudsångare, innan gruppens tidigare frontperson Dino Valenti åter tog över den positionen på nästa album Just for Love. Hopkins gjorde en nyinspelning av albumets sista låt "Edward" för sitt debutalbum som soloartist, The Tin Man Was a Dreamer 1973. Big Brother and the Holding Company spelade in låten "Joseph's Coat" på sitt album Be a Brother 1971. Skivans omslag var ett utviksfodral med vilda västern-tema.
Albumet har betecknats som ojämnt i en sentida recension för Allmusic av Lindsay Planer. Robert Christgau avfärdade albumet med frågan "-What's the big deal?" (Vad är grejen?) i en samtida recension och gav den C+ i betyg.

## Låtlista
(upphovsman inom parentes)
1. "Shady Grove" (P. O. Wands) 2:59
2. "Flute Song" (Denise Jewkes) 5:17
3. "Three or Four Feet from Home" (Cipollina) 2:58
4. "Too Far" (Freiberg) 4:23
5. "Holy Moly" (Gravenites) 4:20
6. "Joseph's Coat" (Cipollina/Gravenites) 4:36
7. "Flashing Lonesome" (Freiberg/Gravenites) 5:21
8. "Words Can't Say" (Freiberg/Jewkes) 3:17
9. "Edward, the Mad Shirt Grinder" (Hopkins) 9:10

## Listplaceringar
- Billboard 200, USA: #25[3]
- RPM, Kanada: #33[4]